# Lloyd Nolan
Lloyd Benedict Nolan (San Francisco, 11 augustus 1902 - Los Angeles, 27 september 1985) was een Amerikaans acteur.
Nolan begon zijn carrière in het theater en speelde vanaf de jaren 30 ook in films. Hij vervulde voornamelijk bijrollen in talloze films, waaronder 'G' Men (1935), Big Brown Eyes (1936), Internes Can't Take Money (1937), Johnny Apollo (1940), Bataan (1943), A Tree Grows in Brooklyn (1945), Somewhere in the Night (1946), Lady in the Lake (1947), The Street with No Name (1948), The Lemon Drop Kid (1951), Island in the Sky (1953), The Last Hunt (1956), Peyton Place (1957), Portrait in Black (1960), Circus World (1964), Ice Station Zebra (1968), Airport (1970), Earthquake (1974) en Hannah and Her Sisters (1986).
Nolan stierf op 83-jarige aan longkanker. Hij is begraven aan de Westwood Village Memorial Park Cemetery.
- Bibsys: 8013861
- Biblioteca Nacional de España: XX4611759
- Bibliothèque nationale de France: cb14693368s (data)
- Gemeinsame Normdatei: 137593147
- International Standard Name Identifier: 0000 0001 1601 1394
- Library of Congress Control Number: n86075587
- Nationale Bibliotheek van Tsjechië: xx0185980
- Nationale bibliotheek van Australië: 58775532
- Nationale Bibliotheek van Israël: 987007352981405171
- SNAC: w63p53xw
- Système universitaire de documentation: 090969898
- Virtual International Authority File: 17487320
- WorldCat: E39PBJp697hbpkHGcvc7KgJMT3